# Taaningichthys paurolychnus
Taaningichthys paurolychnus är en fiskart som beskrevs av Davy 1972. Taaningichthys paurolychnus ingår i släktet Taaningichthys och familjen prickfiskar. Inga underarter finns listade i Catalogue of Life.